# Upmpdcli
upmpdcliとはMPDのためのUPnP規格のDMR（デジタル・メディア・レンダラー）フロントエンドである。

## 概要
upmpdclはUPnPのギャップレストラック再生（シームレス再生）とOpenHomeのohMediaサービス（インターネットストリームを聴くラジオサービスを含む）をサポートする。
補完的なアプリケーションとして、LinnのSongcastレシーバーとセンダーもサポートする。
Songcastレシーバーの機能により、WindowsまたはMacのシステムのオーディオ（Spotifyとか）の、よく同期されたマルチルームシステムでの再生が実装される。
upmpdcliのセンダー/レシーバー機能は外部の音源を含んだマルチルーム再生をLinuxでも可能とする。
version 1.2.0以降はゲートウェイ・メディア・サーバー機能を含み、外部ストリーミングサービス（現時点ではSpotify、Google Play Music、Oobuz、Tidal）のトラック参照と再生が可能である。このトラックはupmpdcliインスタンスか他のローカルレンダラー により再生される。

## 構成
upmpdcliはオープンソースでGPLライセンスに基づいたフリーなものであり、C++により記述されている。libupnp（1.6）とlibmpdclientライブラリを使用する。依存するライブラリが少なく広く普及しているものであり、インストールは極めて簡単である。

## 使用方法
典型的は構成は家庭でのネットワークであり以下で構成される：
- UPnPメディア・サーバー（MinimServer、Minidln、 Mediatomb、他の商業ソフトなど）
- UPnPコントロール・ポイント（タブレット・スマートフォンのBubble UPnPアプリ、  PC/MACのLinn Kazooアプリ、Linux/Windowsのupplayアプリなど）
- 何らかのLinuxで稼働するupmpdcliとMPD（例えば寝室のステレオに接続されたRaspberry Piなど）

MPDはupmpdcliにより管理され、オーディオファイルに直接アクセスすることはない。設定された音楽ライブラリは空でも良い。
ネイティブなMPDクライアントを使いたい場合は、upmpdcliは適切な解決法ではない。他のMPD/UPnPの統合方法を参照されたい。
ポイント；
UPnPネットワークを複数のデバイスで構成している場合、全てのデバイスで同一の（UPnP対応の）コントロールアプリを使いたいだろう。
MPDは多機能で堅牢な音楽再生アプリであり、Raspberry Piや他のプラグタイプのコンピュータのような小さなコンピュータで十分稼働する。
しかし、MPDは特別はコントロールアプリが必要である。
upmpdclによりMPDプレーヤーをUPnPコントロールポイントと共に制御でき、Songcastのような同期したマルチルームオーディオやストリーミングサービスへのアクセスが可能となる。